# You Are My Love
『You Are My Love』（ユー・アー・マイ・ラヴ）は、Foxxi misQのYU-Aの1枚目のアルバム。

## 概要
- タイトルの『You Are My Love』は、"YU-A"と"You Are"をかけている。
- 初回限定盤には「逢いたい…」「夕日」「嫌いになれたら」のミュージックビデオ、アルバムジャケット＆PV収録風景のメイキング、さらにYU-Aへのインタビュー映像を収録したDVDが付いている。

## 収録曲
1. 逢いたい…
1stシングル。
2. 嫌いになれたら
このアルバムの中で唯一タイトルを先に決め、制作した曲である。
3. Time goes by
Every Little Thingの同名楽曲をカバー。トラックはR&Bを基盤とし、フェイクを多めに取り入れている。
当時よくカラオケで歌っていたこの曲を改めて聴いたのをきっかけにカバーをしたと語っている。
4. シンデレラ
"恋が始まりそうな時のワクワク感、駆け引きしあっている時のドキドキ感"を、タイトルのシンデレラとかけている。
5. 大好きだから
THE STYLISTICSの「You Are Everything」をサンプリング[1]。
歌詞は、「一途で可愛らしい女の子」をイメージし描いたもの。
6. Startline
7. Ah Yeah!!
ライブ向けに制作された曲。
8. Time After Time
シンディー・ローパーのカバー。
9. 悲しい涙
10. 夕日
2ndシングル。

Bonus Track
1. 願い feat.YU-A
自身が参加した楽曲。童子-Tのアルバム『12 Love Stories』に収録。
2. 君がくれたもの feat.YU-A
自身が参加した楽曲。Miss Mondayのアルバム『Love & The Light (w/a white lie)』に収録。
3. the Love Bug ~YU-A de m-flo~
BoAのカバー。